# Rinush Idrizi
Rinush Idrizi (ur. 14 sierpnia 1938 w Tiranie, zm. 17 października 2008 w Jamaica Plain) – albański pisarz, poeta i krytyk literacki; jego utwory charakteryzowały się między innymi przedstawianiem własnego światopoglądu, brakiem elementów socrealizmu. Jest uważany za jednego z najwybitniejszych pisarzy współczesnej literatury albańskiej.

## Życiorys
W latach 60. opublikował swoje utwory Duart i Sytë w czasopismach Nëntori oraz Zëri i Rinija.
W 1995 roku wyemigrował do Stanów Zjednoczonych, gdzie zamieszkał w Bostonie.

## Wybrane prace[1]

### Monografie
- Mjeda (1980)
- Migjeni (1992)

### Poezje
- Autobiografi
- Dialog me poetin
- Duart
- Ekzekutimi
- Ëndërrim Demokracie
- Fantazmat e heroit pozitiv
- Filozofi
- I lindur 65 vjeç
- Midis aluçinacioneve të atdheut
- Monolog
- Nata e Vetmisë sime
- Në dritë Agimesh
- Nokturn
- Shpirti është lakuriq
- Sytë
- Tek lexoja poetët
- Tërbimi
- Unë di të vdes
- Unë sot jam poet politik
- Zjarri po shuhet